# Fanis Christodoulou
Theofanis Christodoulou (o también llamado Fanis Christodoulou, en griego: Φάνης Χριστοδούλου, nació el 22 de mayo de 1965 en Atenas, Grecia) es un exjugador de baloncesto de Grecia en la década de los 80 que jugó en el Panionios BC y en el Panathinaikos BC. Estuvo en el draft de la NBA por los Atlanta Hawks en 1987 en la 4ª ronda, el número 90 .

## Biografía
Comenzó su carrera con el Dafni BC y fue fichado por el Panionios BC, con el que ganó una Copa griega en 1991. En este equipo también jugó con su hermano Christos Christodoulou. Poco después pasó a jugar con el Panathinaikos BC y ganó la Liga griega en la temporada 1997-1998.